# Janette Norton
Janette Norton – autorka przewodników górskich.
Janette Norton ponad 30 lat mieszkała w okolicach Genewy, pracując na polu edukacji i branży marketingowej. Wychowała czwórkę dzieci. W młodości nabrała zamiłowania do wędrówek i gór, będąc przewodniczką w Szwajcarii. Życie w pobliżu Alp i Jury umożliwiło jej rozwijanie turystycznej pasji. Po napisaniu pierwszej książki o Sabaudii postanowiła odkryć kolejne rejony Francji: Prowansję, Cevennes i Dordogne. Wydała sześć książek po angielsku z trasami wędrówek po różnych regionach Francji.

## Wybrane publikacje
- Prowansja, (ang.  Walking in Provence) Wydawnictwo Sklep Podróżnika, 2010, wyd.I, ISBN 978-83-7136-0068-8